# 荔枝角道炸彈襲擊案

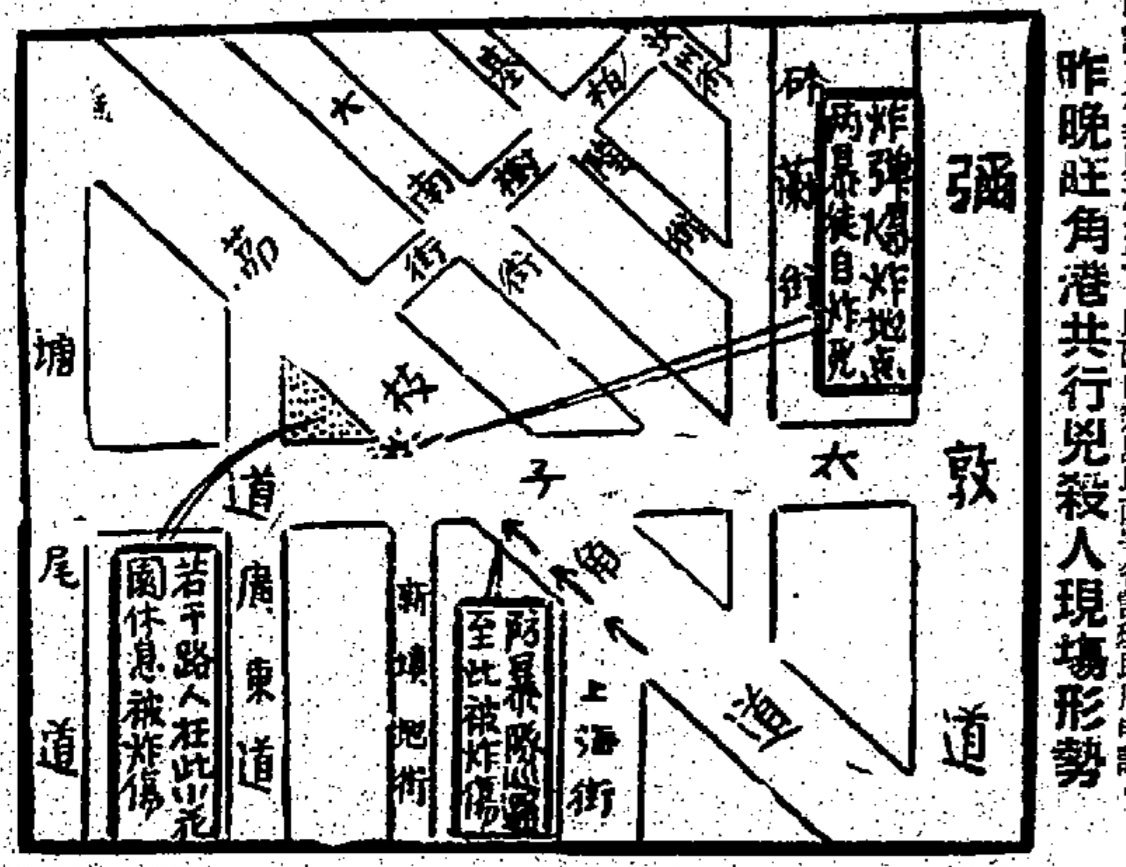
《華僑日報》在1967年11月9日附上地圖報導昨晚發生的爆炸案，標示炸彈是在荔枝角道與太子道西交界的「荔枝角道/廣東道花園」（三角花園）附近發生爆炸

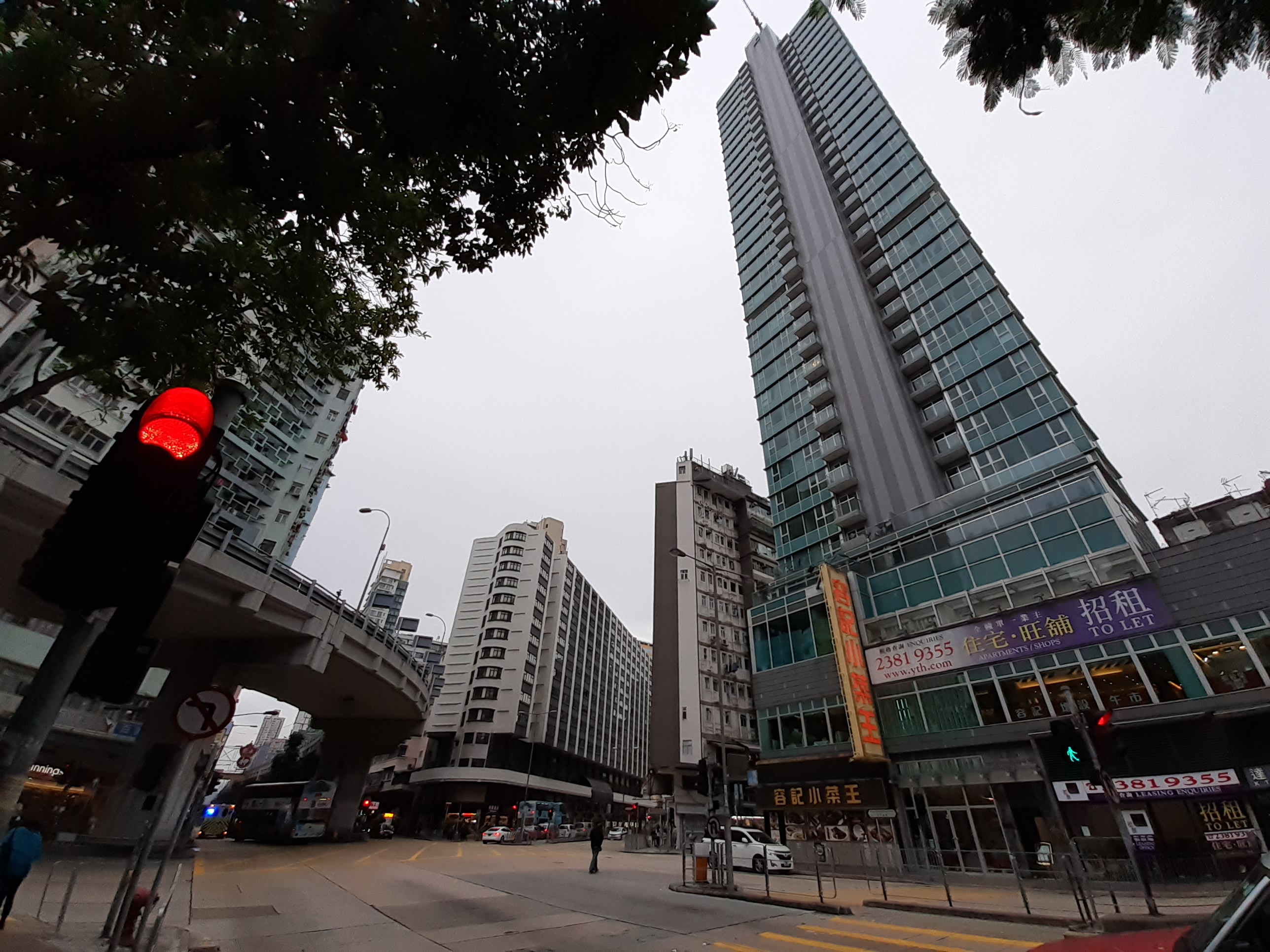
於1967年11月8日傍晚發生炸彈襲擊的荔枝角道與太子道西交界路口，最前方的住宅大廈「都匯」便是當年有兩名市民在「大光洗衣店」被炸死的所在位置（本圖攝於2020年12月）

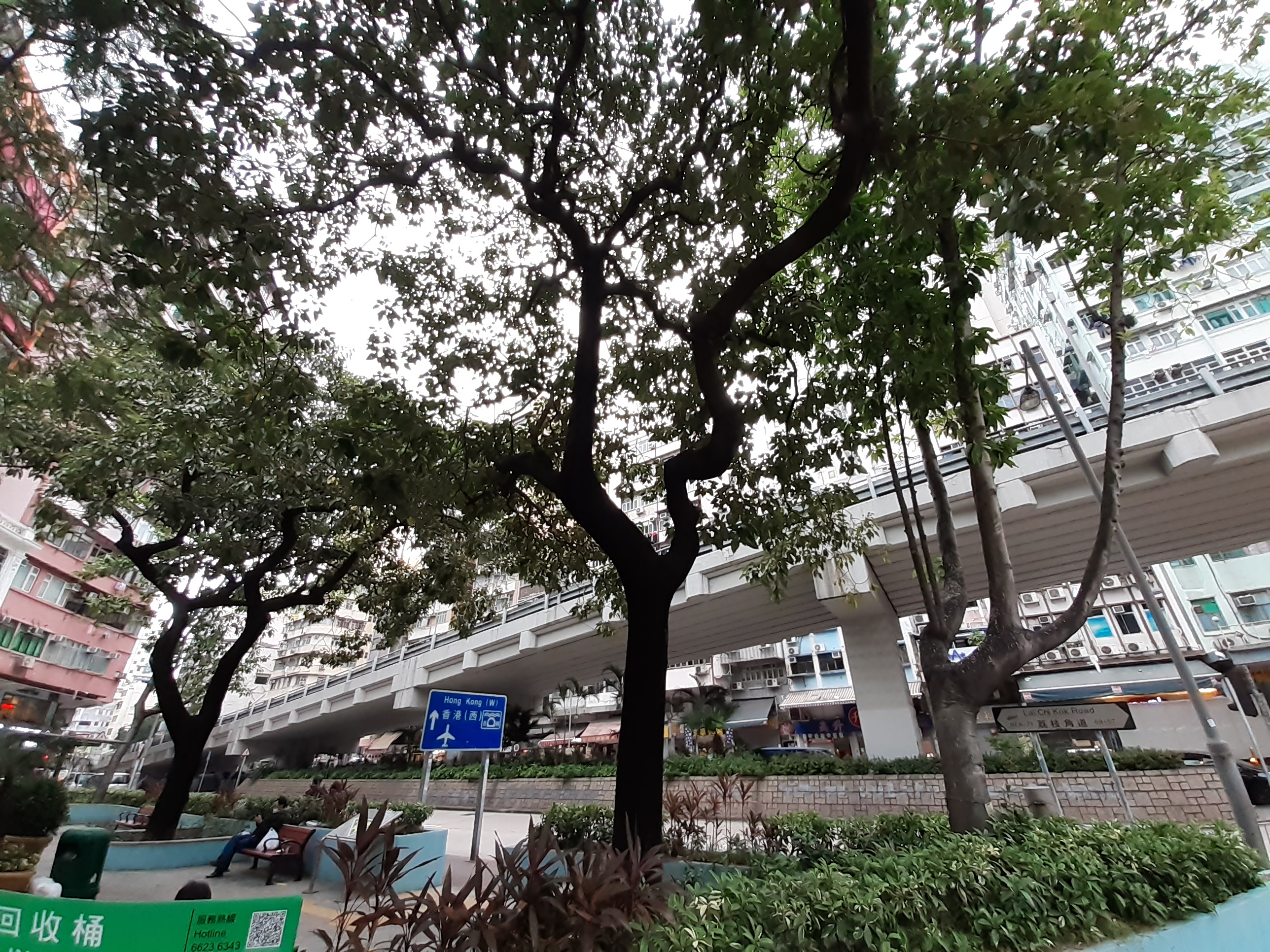
於1967年11月在路邊被放置炸彈的「三角花園」，該花園因為在荔枝角道、太子道西及廣東道交界而形成三角形，其官方名稱是「荔枝角道/廣東道花園」，於2020年12月時該花園的矮牆已漆上青藍色，並繼續作為休憩小花園之用

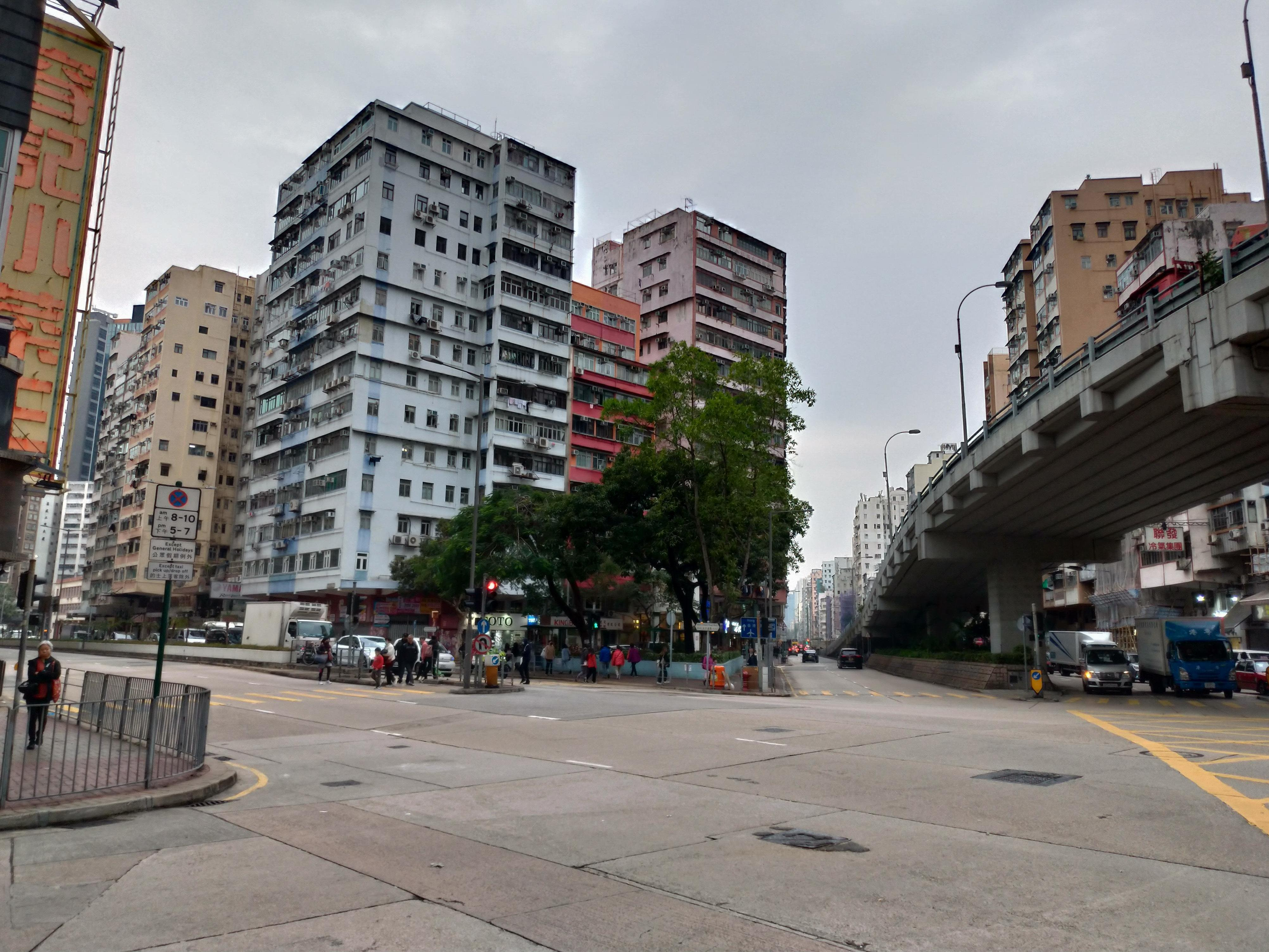
荔枝角道與太子道西交界，1967年11月8日晚，兇徒羅水欣便是在圖中央的「荔枝角道/廣東道花園」於太子道西的馬路邊放置土製炸彈（本圖攝於2023年12月）

荔枝角道炸彈襲擊案，是香港六七暴動期間的1967年11月8日，在九龍旺角荔枝角道與太子道西交界發生的一宗炸彈襲擊案，當日晚上有十餘個持有土製炸彈等武器的左派暴徒在荔枝角道集結，當警車到達現場時，有暴徒突然向警車投擲炸彈，警車避過炸彈後，警察開槍還擊，擊中兩名投彈暴徒，當中一人倒地時手上仍持有炸彈，之後有一輛警察巡邏車途經現場，發現左派暴徒羅水欣在荔枝角道與太子道交界的三角花園放置土製炸彈，車上的輔警立即落車將羅水欣拘捕，此時炸彈發生爆炸，導致39人受傷，包括7名警察，兇徒羅水欣亦被自己放置的這枚炸彈炸傷，全部傷者被送往伊利沙伯醫院救治，傷者中有3名無辜市民在送抵醫院後傷重不治，包括1名年僅10歲的女童，這是繼同年8月20日清華街慘案後，在六七暴動中被炸彈炸死的第三名兒童。在這宗爆炸案中，另有一名12歲男童被炸彈的碎片擊中致右眼永久失明。

## 案發背景
1967年年初，由於中共支持的澳門左派在一二·三事件成功奪取澳門政局的主導權，中共中央香港工作委員會受到鼓舞，要在香港也發起類似的騷亂。新華社香港分社社長梁威林及副社長祈烽在內部會議總結澳門左派的鬥爭成果時，聲言也要在香港「大幹一場」，新華社香港分社和左派陣營便開始積極尋找挑起騷亂的機會。香港左派於1967年2月起先後利用南豐紗廠兩派工人發生毆鬥，港九的士罷駛及青洲英泥工潮，企圖將這三宗由勞資糾紛引起的事件擴大及政治化，藉此發動騷亂，但都沒有成功。直到同年5月新蒲崗大有街的香港人造花廠分廠發生罷工，終於成功利用勞資糾紛策動騷亂，並透過警民衝突擴大事件。同月，香港工會聯合會理事長楊光成立簡稱「鬥委會」的「港九各界同胞反對港英迫害鬥爭委員會」，開始以「反英抗暴」為名，利用最初由勞資糾紛引起的警民衝突，轉變成顛覆香港政府的連串騷亂。7月8日，中國民兵越境引發沙頭角槍戰並造成5名香港警察身亡後，鬥委會也將行動升級為炸彈襲擊，於左派開辦的中學，利用中學生在學校內的化學實驗室製造土製炸彈及武器，還在製作土製炸彈時加入大量鐵釘及玻璃碎，當炸彈爆炸時便會產生更多尖銳的碎片，增強傷人毀物的效果，提升炸彈襲擊的殺傷力。7月12日，大埔鄉事會會所發生計時炸彈爆炸，為城市恐怖主義在香港拉開序幕。鬥委會隨後在香港發起街頭炸彈襲擊浪潮，當時在電車、巴士、渡輪碼頭、兒童遊樂場及港九鬧市，都發現放有真炸彈或疑似爆炸品，鬥委會意圖造成社會更大恐慌，企圖對香港政府加大壓力，在真假炸彈襲擊浪潮的半年間，有8,074件真假炸彈被放置在香港各區街頭或被投擲，當中有1,167枚真炸彈，負責移除炸彈的駐港英軍拆彈專家疲於奔命，有軍部拆彈專家在移除爆炸品時發生意外殉職，這場炸彈襲擊浪潮也造成多名市民無辜死傷。

## 犯案兇徒
羅水欣，於1967年11月8日在旺角放置炸彈時被當場拘捕，時年37歲，織造工人，在案發時居於九龍城西頭村廣德里的一間木屋，羅水欣在案發當晚也被自己放置的炸彈炸傷，他被送往伊利沙伯醫院接受診治，翌日因為有遇襲市民傷重不治而被起訴謀殺罪，原定於11月10日到法庭應訊，但他當日仍在留院治療，未獲安排出庭，至11月30日才首次被押上北九龍裁判法院接受審訊。
當日在接近的時間和位置，另有兩名向警察投擲炸彈的施襲者被警察開槍擊中，當中一人倒地時手上握有炸彈，這兩人被送往伊利沙伯醫院後證實死亡，除了有指這兩人在投擲炸彈時被警察開槍擊斃的說法，當日亦有指這兩人在投擲炸彈時發生意外自炸身亡。

## 部分無辜死傷者

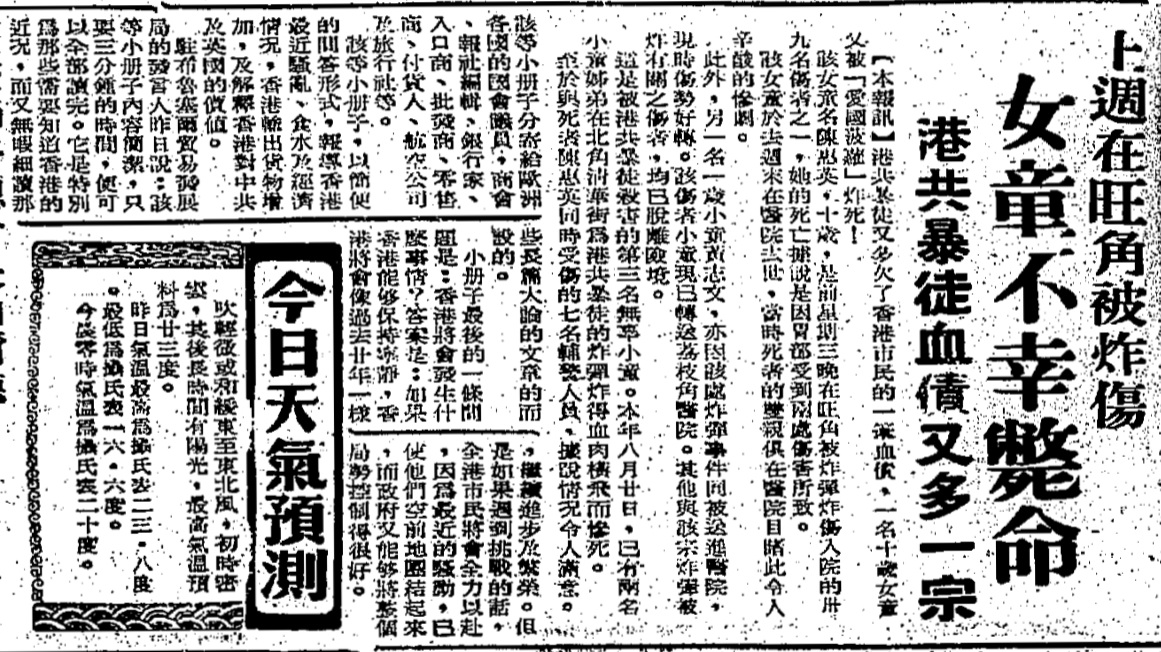
《工商日報》在1967年11月14日報導，於11月8日在旺角荔枝角道發生的一宗炸彈襲擊中，一名10歲女童因為腹部被炸彈碎片擊中，雖然當晚被送入伊利沙伯醫院搶救，但因為胃部有兩處致命傷，已於上星期六（11月11日）傷重不治，而另一名受傷兒童黃志文傷勢好轉，已轉往荔枝角醫院繼續治療

張雲，在太子道121號地下（今住宅大廈「都匯」的位置）的大光洗衣店任職店員，他被炸彈碎片擊中，當晚在伊利沙伯醫院搶救無效不治，該名男子是該宗爆炸案的第一位死者。
周雲英，在事發最初有媒體稱作陳惠英，時年10歲，光顧太子道121號地下的大光洗衣店時遇上炸彈襲擊，她的腹部被炸彈碎片擊中，被送到伊利沙伯醫院搶救，由於胃部有兩處致命傷，延至11月11日傷重不治，該名女童是案中第二位死者。死者的父母其後受到左派人士騷擾，故此不敢公開露面。
文韜業，又名文圖業，時年40歲，水泥工，他路過爆炸現場時被炸彈碎片擊中，在伊利沙伯醫院搶救無效不治，該名男子是案中第三位死者。
胡漢傑，時年12歲，喇沙小學五年級學生，居於爆炸案現場的一幢大廈的二樓，他在家中溫習功課期間，因為兇徒發動炸彈襲擊，他被炸彈散射的碎片擊中右眼，由於眼球破裂，只能接受移除眼球的手術，他因而右眼永久失明，他的媽媽也在炸彈爆炸中受傷。

## 案發經過

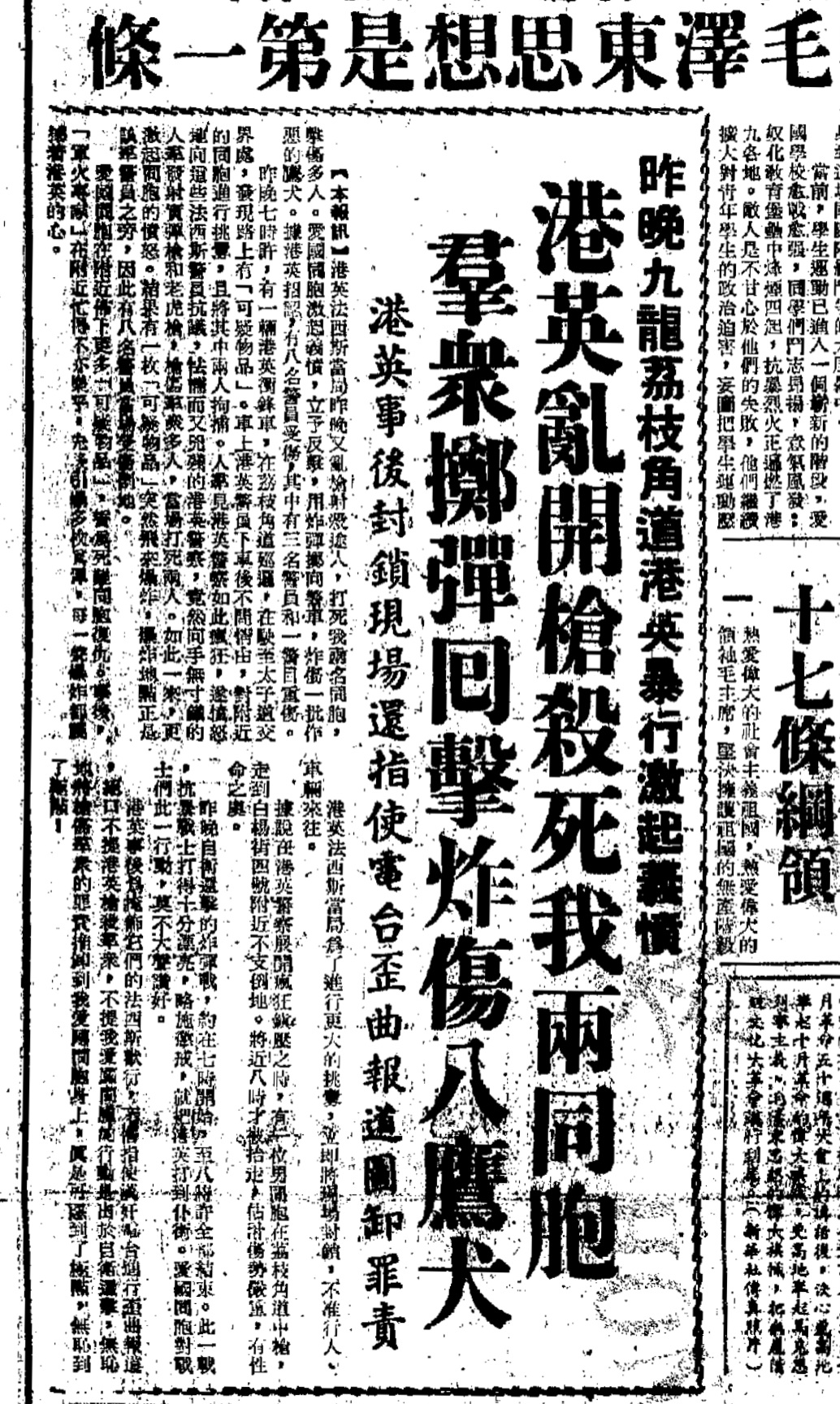
《大公報》於1967年11月9日對昨晚荔枝角道「炸彈戰」的報導，標題稱有兩個「同胞」雖然被亂槍擊斃，但「愛國同胞」成功投擲炸彈炸傷八個「鷹犬」，內文稱「作惡鷹犬」之中有三名警員及一名警目身受重傷，並且褒揚投擲炸彈的「抗暴戰士」發動了一場漂亮的「炸彈戰」，卻沒有提及「鷹犬」之外還有平民被「抗暴戰士」投放的炸彈重創

1967年11月8日晚上7時，在九龍旺角荔枝角道與太子道交界先有十餘個攜有土製炸彈的暴徒聚集，當警車接報抵達時，暴徒隨即向警車投擲土製炸彈，警車避開暴徒投出的炸彈後，有警察下車向投擲炸彈的暴徒開槍，有兩個投彈暴徒倒地，當中一人倒地時手上仍握著炸彈，也有稱這兩名暴徒是被自己的炸彈炸傷，警方之後將兩人送院，但兩人均救治無效斃命。
與此同時在荔枝角道與太子道交界的三角花園，織造工人羅水欣把一枚土製炸彈放在路旁的排水溝後離開，當時有一輛載有8名輔警的巡邏車經過，車上的輔警目擊羅水欣在路旁放下一件可疑物品，兩名輔警立即下車展開追捕，羅水欣被捕時一度掙扎，但被警方制服，警察隨後將羅水欣押上警車，然而此時由羅水欣放置的一枚土製炸彈發生爆炸，當時警察和羅水欣距離這枚炸彈約8至10英碼，下車參與拘捕行動的7名警察全部受傷，羅水欣也被自己放置的炸彈炸傷，由於炸彈爆炸時散射出大量碎片，導致附近一帶有超過30名市民受傷，其中位於爆炸位置附近的大光洗衣店，店員張雲及顧客周惠英被炸彈碎片擊中，男途人文韜業亦被碎片擊中受傷，這3名危重傷者於伊利沙伯醫院搶救無效先後斃命，小學生胡漢傑在附近樓宇的二樓做功課時被炸彈碎片擊中右眼，眼球因嚴重受損需要移除，他自此右眼永久失明。

## 媒體報導
爆炸案發生後，香港各主流媒體均嚴厲譴責在香港的左派團體持續發動炸彈襲擊，《華僑日報》在11月14日標題「港共殺害陳陳惠英，父母誓要港共填命，全港同胞深表痛憤。」《工商日報》於同日的標題為「上週在旺角被炸傷，女童不幸斃命，港共暴徙血債又多一宗。」另一方面，左派媒體則大肆宣揚這次炸彈襲擊成功炸傷警察，卻隻字不提有兒童在炸彈襲擊中傷亡，《大公報》於案發翌日11月9日的頭版標題為「昨晚九龍荔枝角道港英暴行激起義憤 港英亂開槍殺死我兩同胞，羣眾擲彈回擊炸傷八鷹犬，港英事後封鎖現場，還指使電台歪典報道圖卸罪責。」

## 法庭審訊
放炸彈的兇徒羅水欣於11月8日被當場拘捕後，因為羅水欣本人也被自己放置的炸彈炸傷，當晚被送入伊利沙伯醫院診治。因為在炸彈襲擊中被炸傷的洗衣店店員張雲於送院後不久傷重身故，羅水欣於11月9日被控告一項謀殺罪。11月10日，被告羅水欣原定被解到北九龍裁判法院首次提堂，但由於羅水欣當日仍然在醫院留醫，故此改由南九龍裁判法院派出一位法官到伊利沙伯醫院作初步審理。由於疑犯所涉罪行嚴重，法官批准繼續羈押羅水欣，並給予警方時間調查案件。因為該宗爆炸案的另外兩名傷者，周雲英和文韜業先後在醫院傷重不治，羅水欣被加控多兩項謀殺罪。案件於11月30日在北九龍裁判法院進行庭審，被告羅水欣首次出庭，由於案件的調查和搜證工作尚未完成，法官宣布將案件押後，被告暫時無需答辯及還押至下月再審。12月28日，法院再度開庭，控方表示警方已經調查完畢，法官決定將羅水欣涉嫌謀殺張雲、周雲英和文韜業的三宗謀殺案合併審理，並排期於1968年1月18日至1月26日上午10時在北九龍裁判法院第三庭進行初級偵訊，如果表證成立，案件將會轉介到香港高等法院審判。羅水欣於1968年1月18日被押解到北九龍裁判法院接受偵訊，因為被告人羅水欣在開庭時不肯起立，法官岑卓淦暫時退庭，由庭警把被告的座位移去，羅水欣遂站著接受審訊，控方表示將會傳召34人上庭作供，案件在1月19日繼續審理並傳召證人在庭上作供。1968年1月23日初級偵訊完畢，法官裁定羅水欣放置炸彈殺害三人的表證成立，被告需要繼續還押，案件轉介至香港高等法院審理。
案件於1968年2月19日在高等法院開審，由法官祈理頓主審，由6男1女的陪審員組成陪審團，主控官衛國士，被告人羅水欣沒有聘用代表律師，也拒絕法律援助，羅水欣在庭上不認罪。控方表示案中的三名死者張雲、周雲英、文韜業先後在醫院傷重身故，法醫在文韜業的體內發現燒焦的炸彈碎片，而當場被捕獲的男子即是本案的被告。2月21日，法官和陪審員到案發現場視察。由於羅水欣放炸彈證據確鑿，焦點便落在被告是否故意放炸彈殺害這三名死者。1968年2月29日，案件在上午11時15分審訊完畢，法官宣布休庭讓陪審團商議及裁決，陪審團退庭商議4小時後向法官匯報裁決結果，法官於下午3時30分再度開庭，法官宣判羅水欣被控告的三項謀殺罪，陪審團裁定罪名不成立，但交替控罪三項誤殺罪，陪審團裁定全部罪名成立，法官判處羅水欣在三項誤殺罪各入獄12年，同期執行。港督麥理浩於1973年4月對六七暴動的罪犯特赦，殺害三人而被定罪的羅水欣獲提前釋放。

## 特侐金
1968年7月8日，騷亂賠償委員會宣布向六七暴動中的其中17名死傷者發放合共71,700港元的特恤金，周雲英的母親獲發放12,000元特恤金；在爆炸案中被炸彈碎片所傷的12歲男童胡漢傑之母亦獲發放6,000元特恤金。截至當日，騷亂賠償委員會已向傷者及死者家屬發放特恤金合共669,125港元。

## 外部連結
- 1967暴動政府歷史檔案類別 （页面存档备份，存于）
- 羅水欣於六七暴動專題百科的資料 （页面存档备份，存于）

 维基共享资源上的相關多媒體資源：荔枝角道炸彈襲擊案